# Бушоар
Бушоар (фр. Bouchoir) насеље је и општина у североисточној Француској у региону Пикардија, у департману Сома која припада префектури Мондидје.
По подацима из 2011. године у општини је живело 294 становника, а густина насељености је износила 50,0 становника/km². Општина се простире на површини од 5,88 km². Налази се на средњој надморској висини од 100 метара (максималној 106 m, а минималној 96 m).

## Демографија
| 1962. | 1968. | 1975. | 1982. | 1990. | 1999. | 2011. |
| ----- | ----- | ----- | ----- | ----- | ----- | ----- |
| 293   | 295   | 195   | 201   | 222   | 226   | 294   |

График промене броја становника у току последњих година